# Krzewnosy
Krzewnosy – część wsi Manasterz w Polsce położona w województwie podkarpackim, w powiecie jarosławskim, w gminie Wiązownica, w sołectwie Manasterz.
W latach 1975–1998 miejscowość położona była w województwie przemyskim.
Krzewnosy są położone przy DW 870. 